# (18574) Jeansimon
(18574) Jeansimon est un astéroïde de la ceinture principale d'astéroïdes.

## Description
(18574) Jeansimon est un astéroïde de la ceinture principale. Il fut découvert le 28 novembre 1997 à Caussols par le projet ODAS. Il présente une orbite caractérisée par un demi-grand axe de 2,75 UA, une excentricité de 0,13 et une inclinaison de 7,7° par rapport à l'écliptique.

## Compléments